# Григоренко, Семён Васильевич
Семён Васильевич Григоренко (7 мая 1916, Балаклея, Харьковская губерния, Российская империя — 7 июля 2016, Москва, Россия) — советский военный лётчик штурмовой авиации в годы Великой Отечественной войны, Герой Российской Федерации (6.05.1994). Генерал-майор авиации (1968).

## Биография
Родился 7 мая 1916 года в городе Балаклея в семье рабочего. Украинец. После окончания школы с 1930 работал кладовщиком военного склада, был секретарем партийной организации машинно-тракторной станции, токарем на заводе. Окончил Балаклейский машиностроительный техникум в 1935 году.
В октябре 1935 года призван в Красную Армию. Окончил полковую школу в 1937 году, а позднее направлен на учебу в Харьковскую военную авиационную школу лётчиков, которую успешно окончил в 1939 году. Как один из лучших выпускников оставлен в ней инструктором.
В действующей армии на фронтах Великой Отечественной войны с июня 1941 года. С июня 1941 года сражался на Юго-Западном фронте, с октября по декабрь 1941 года — на Западном фронте. Командовал штурмовыми звеном и эскадрильей. В декабре 1941 года отозван с фронта и направлен на учёбу. В 1943 году окончил командно-штурманский факультет Военно-воздушной академии. В апреле 1943 года вновь прибыл на фронт, был направлен в 655-й штурмовой авиационный полк 8-й воздушной армии на должность штурмана полка. В октябре 1943 году полку было присвоено гвардейское звание за боевые отличия и массовый героизм личного состава, и он стал именоваться 136-м гвардейским штурмовым авиационным полком. С января 1944 года до Победы воевал старшим штурманом 1-й гвардейской штурмовой авиационной дивизии в 1-й воздушной армии. В 1943—1945 годах воевал на Южном (апрель-октябрь 1943), 4-м Украинском (октябрь 1943 — май 1944), 1-м Белорусском (июнь 1944) и на 3-м Белорусском (июль 1944 — май 1945) фронтах. Участвовал в Миусской, Донбасской, Мелитопольской, Никопольско-Криворожской, Крымской, Белорусской, Гумбиннен-Гольдапской, Восточно-Прусской наступательных операциях. Завершил свой боевой путь участием в штурме Кёнигсберга и участием в Земландской операции.
За годы войны совершил 85 боевых вылетов, нанес значительный урон врагу. Представлялся к присвоению звания Героя Советского Союза в апреле 1945 года, но представление не было реализовано.
За мужество и героизм, проявленные в борьбе с немецко-фашистскими захватчиками в Великой Отечественной войне 1941-1945 годов Указом Президента Российской Федерации от 6 мая 1994 года генерал-майору в отставке Григоренко Семёну Васильевичу присвоено звание Героя Российской Федерации.
После Победы продолжал службу в ВВС. Окончил Военно-воздушную академию в 1951 году, Высшую военную академию имени К. Е. Ворошилова в 1957 году. С 1952 по 1955 годы был начальником 10-й Кременчугской военной авиационной школы первоначального обучения лётчиков. С 1971 года генерал-майор авиации Григоренко - в запасе.
Жил в городе Люберцы Московской области. Был председателем Люберецкого городского Совета ветеранов. С 2001 года проживал в Москве (Северный административный округ). Скончался 7 июля 2016 года на 101-м году жизни. Похоронен на Долгопрудненском кладбище Москвы.

## Награды
- Герой Российской Федерации (6 мая 1994) — за мужество и героизм, проявленные в борьбе с немецко-фашистскими захватчиками в годы Великой Отечественной войне 1941-1945 годов[4]
- 3 ордена Красного Знамени (27.08.1943, 27.03.1944, 30.12.1956)
- орден Богдана Хмельницкого III степени (19.12.1944)
- орден Александра Невского (7.07.1944)
- 2 ордена Отечественной войны I степени (29.04.1945, 11.03.1985)
- орден Красной Звезды (17.05.1951)
- медаль «За боевые заслуги» (6.11.1945)
- медали
- Почётный гражданин города Люберцы (1996)[5]